# 卡玛多乡
卡玛多乡，是中华人民共和国西藏自治区昌都市类乌齐县下辖的一个乡镇级行政单位。

## 行政区划
卡玛多乡下辖以下地区：
吉青村、井林村、郭龙村、嘎吉村、协玛村、拉龙村、卡玛多村、帮嘎村和哲龙村。